# Катрин Сътклиф
Катрин Сътклиф (на английски: Katherine Sutcliffe) е американска писателка на бестселъри в жанра исторически романс и романтичен трилър. Нейните произведения се считат за „тъмни“ романси.

## Биография и творчество
Катрин Сътклиф е родена на 20 септември 1952 г. в Източен Тексас, САЩ. Тя е единствено дете и е отгледана предимно от баба си. Прекарва голяма част от детството си сама в Лонгвю, Маршъл и Гилмър, в Тексас. Започва да пише първия си роман още от 13-годишна продължавайки до 18-годишна, когато го изоставя, а романът ѝ достига 3000 страници.
След гимназията се изнася от къщи и започва да се издържа сама. Учи в бизнес училище и сред завършването му работи в петролна компания в Далас като администратор на компютърния персонал. Докато работи в петролната кампания среща съпруга си Нийл Сътклиф, британски геолог.
През 1982 г. решава да се откаже от работата си е да напише роман. Три години по-късно тя продава първата си книга – романса „Desire and Surrender“ от поредицата „Батистас“, която излиза през 1986 г.
Катрин Сътклиф работи по осем часа на ден, пет до седем месеца в годината. За всяка книга се опитва да намери музика, която да я вдъхновява. Не понася публичността и предпочита да живее във фермата си в Тексас. Освен да пише се занимава с отглеждане на арабски коне, и обича да пътува.
В периода 1995-1996 г. е главен консултант на сапунените опери „As The World Turns“ (Докато свят светува) и „Another World“ след колегата си Бил Греъм. По време на работата си пише 6-месечни сценарии, по които сценаристите да развият диалога и отделните сцени на епизодите. Напуска работа си, тъй като компаниите искат да се премести в Ню Йорк, за да имат по-достъпна комуникация, но тя отказва.
През 2000 г. е удостоена с награда за цялостно творчество за нейните исторически романси, а през 2004 г. романсът ѝ „Obsession“ е определен за исторически романс на годината, от списание „Romantic Times“.
След 2004 г. няма информация дали писателката е престанала да пише или е започнала да публикува под неизвестен псевдоним.
Катрин Сътклиф живее в Далас, Тексас.

## Произведения

### Самостоятелни романи
- Windstorm (1987)
- A Heart Possessed (1988)
Завладяно сърце, изд.: ИК „Ирис“, София (2010), прев. Славянка Мундрова-Неделчева
- Love's Illusion (1989)
- Shadow Play (1991)
- Dream Fever (1991)
- Once a Hero (1994)
Мой капитане, изд.: ИК „Бард“, София (), прев.
- Whitehorse (1999)
- Notorious (2000)
- Fever (2001)
- Darkling I Listen (2001)
- Bad Moon Rising (2003)
- Black Bayou (2004)

### Серия „Батистас“ (de Batistas)
1. Desire and Surrender (1986)
2. Renegade Love (1989)
3. Jezebel (1997)

### Серия „Братя Уорик“ (Warwick)
1. A Fire in the Heart (1990)
2. My Only Love (1993)
Моя единствена обич, изд.: ИК „Бард“, София (1998), прев. Ивайла Божанова

### Серия „Хоторн“ (Hawthornes)
1. Miracle (1995)
Чародей, изд.: ИК „Бард“, София (1999), прев. Адриана Пристли
2. Devotion (1996)
Вярност,
3. Obsession (2003)Мания, фен-превод

### Сборници
- Christmas Romance (1990) – с Катрин Харт, Бетина Кран, Линда Лад и Барбара Доусън Смит
- Haunting Love Stories (1991) – с Шанън Дрейк, Бетина Кран, Линда Лейл Милър и Кристина Скай
- Tis the Season (1997) – с Илейн Кофман, Лиза Джаксън и Кат Мартин
- Secret Valentines (1998) – с Кейт Фрийман, Рейчъл Лий и Шери Люис
- Moonglow (1998) – с Линдзи Лонгфорд, Анджи Рей и Маги Шейн
- Five Golden Rings (2000) – с Джо Бевърли, Бренда Джойс, Кат Мартин и Фърн Майкълс
- Lover Beware (2003) – с Фиона Бранд, Кристин Фийан и Ейлийн Уилкс